# Mimacraea viviana
Mimacraea viviana är en fjärilsart som beskrevs av Talbot 1935. Mimacraea viviana ingår i släktet Mimacraea och familjen juvelvingar. Inga underarter finns listade i Catalogue of Life.